# 胡四点
胡四点指的是2005年3月4日，中共中央总书记胡锦涛在前任总书记江泽民发表的江八点之后，发表了新的对台工作的四点“绝不”，包括了：
- 第一，坚持一个中国原则绝不动摇；
- 第二，争取和平统一的努力绝不放弃；
- 第三，贯彻寄希望于台湾人民的方针绝不改变；
- 第四，反对台独活动绝不妥协。

有人認為四個絕不內容並沒有超越過去中華人民共和國對台政策，而且不改過去中國大陸一貫對台灣的的強硬立場，但也被視為胡錦濤終於能「名正言順」地以黨和國家領導人的身分，提出代表新任政府對台政策的綱領性談話，並且緩解台灣對於反分裂國家法的反彈。
2008年12月31日，中共中央总书记胡锦涛发表了“胡六点”，具体阐述其对台政策理念，并取代民进党执政时期所提的“胡四点”成为马英九上台、两岸关系进入和平发展阶段后中共对台政策最高纲领。